# Lissonotus flavocinctus
Lissonotus flavocinctus es una especie de escarabajo longicornio del género Lissonotus, superfamilia Chrysomeloidea. Fue descrita científicamente por Dupont en 1836.
Se distribuye por Bolivia, Colombia, México y Venezuela. Mide 10-22 milímetros de longitud. El período de vuelo ocurre en todos los meses del año.